# Genoa Cricket and Football Club 2000-2001
Questa voce raccoglie le informazioni riguardanti il Genoa Cricket and Football Club nelle competizioni ufficiali della stagione 2000-2001.

## Stagione
Nella stagione 2000-2001 il Genoa disputa il campionato cadetto, raccoglie 47 punti con il dodicesimo posto in classifica. La prima stagione del nuovo secolo per il grifone è stata molto travagliata, con un via vai di tecnici, ed un piazzamento finale a centro classifica. La stagione inizia con la riconferma di Bruno Bolchi dopo l'impresa della primavera scorsa, ma dopo cinque partite con solo due pareggi, viene sostituito dalla coppia Guido Carboni e Alfredo Magni che restano in carica fino alla sconfitta interna (0-1) subita contro il Chievo a fine gennaio, nella prima giornata del girone di ritorno. Viene allora richiamato Bruno Bolchi per due partite, che però perde entrambe contro Siena ed Empoli. Mentre si cerca un nuovo tecnico, per altre due gare viene messo in sella Claudio Onofri e poi fino al termine della stagione il tecnico individuato è il ritorno del professor Franco Scoglio. Quart'ultimo con 20 punti al termine del girone di andata, nel ritorno con meno tensioni, il Genoa ha recuperato diverse posizioni, assestandosi nella dodicesima posizione finale. Hanno segnato con regolarità per tutta la stagione, tredici reti a testa Cosimo Francioso e Marco Carparelli. Anche in Coppa Italia il percorso dei rossoblù è fugace, inserito nel girone 7 del turno preliminare, non riesce a vincerlo, lasciando il passo al Cosenza, vince una sola partita, ma a tavolino.

## Organigramma societario
Area direttiva
- Presidente: Gianni Scerni

Area tecnica
- Allenatore: Bruno Bolchi, poi Guido Carboni con Alfredo Magni, poi Bruno Bolchi, poi Claudio Onofri, poi Franco Scoglio

## Rosa
| N. |                    | Ruolo | Calciatore           |
| -- | ------------------ | ----- | -------------------- |
| 1  | Italia (bandiera)  | P     | Fabrizio Lorieri     |
| 2  | Italia (bandiera)  | D     | Andrea Camussi       |
| 3  | Italia (bandiera)  | D     | Andrea Sussi         |
| 4  | Italia (bandiera)  | C     | Roberto Breda        |
| 5  | Romania (bandiera) | C     | Paul Codrea          |
| 6  | Italia (bandiera)  | D     | Francesco Zanoncelli |
| 7  | Italia (bandiera)  | A     | Marco Carparelli     |
| 8  | Italia (bandiera)  | C     | Massimo Mutarelli    |
| 9  | Italia (bandiera)  | A     | Cosimo Francioso     |
| 10 | Italia (bandiera)  | C     | Giovanni Stroppa     |
| 11 | Italia (bandiera)  | A     | Christian Scalzo     |
| 11 | Francia (bandiera) | C     | Abdoulay Konko       |
| 12 | Italia (bandiera)  | P     | Nicola Barasso       |
| 13 | Italia (bandiera)  | D     | Angelo Iorio         |
| 14 | Italia (bandiera)  | D     | Simone Giacchetta    |
| 15 | Italia (bandiera)  | D     | Paolo Annoni         |

| N. |                    | Ruolo | Calciatore            |
| -- | ------------------ | ----- | --------------------- |
| 15 | Italia (bandiera)  | C     | Vincenzo D'Isanto     |
| 16 | Italia (bandiera)  | A     | Gaetano Grieco        |
| 17 | Francia (bandiera) | C     | Rodrigue Boisfer      |
| 18 | Italia (bandiera)  | D     | Marco Malagò          |
| 19 | Italia (bandiera)  | C     | Alessandro Manetti    |
| 20 | Italia (bandiera)  | D     | Stefano Rossini       |
| 21 | Italia (bandiera)  | D     | Davide Nicola         |
| 22 | Italia (bandiera)  | P     | Andrea Campagnolo     |
| 23 | Italia (bandiera)  | C     | Gennaro Ruotolo       |
| 24 | Francia (bandiera) | C     | Stephane Coquin       |
| 25 | Nigeria (bandiera) | C     | Marshall Mbre         |
| 26 | Italia (bandiera)  | D     | Massimiliano Tangorra |
| 27 | Italia (bandiera)  | A     | Alessandro Atzeni     |
| 28 | Italia (bandiera)  | C     | Riccardo Rimondini    |
| 29 | Polonia (bandiera) | A     | Paweł Sobczak         |

## Risultati

### Campionato

#### Girone di andata
| Arbitro: | Palmieri (Cosenza) |

|              |           |  |
| Eriberto 10’ | Marcatori |  |

| Arbitro: | Racalbuto (Gallarate) |

|            |           |                   |
| Malagò 34’ | Marcatori | 33’ (aut.) Nicola |

| Empoli 17 settembre 2000 3ª giornata | Empoli             | 0 – 0 | Genoa | Stadio Carlo Castellani\| Arbitro: \| Tombolini (Ancona) \| |
| Arbitro:                             | Tombolini (Ancona) |       |       |                                                             |

| Arbitro: | Zaltron (Bassano del Grappa) |

|                      |           |              |
| Francioso 55’ (rig.) | Marcatori | 51’ Biliotti |

| Arbitro: | Pellegrino (Barcellona Pozzo di Gotto) |

|               |           |                              |
| Mutarelli 10’ | Marcatori | 57’ Cristiano 89’ Di Michele |

| Arbitro: | Preschern (Mestre) |

|            |           |  |
| Grabbi 76’ | Marcatori |  |

| Arbitro: | Castellani (Verona) |

|            |           |            |
| Grieco 70’ | Marcatori | 33’ Bilica |

| Arbitro: | Palmieri (Cosenza) |

|               |           |               |
| Palladini 64’ | Marcatori | 60’ Francioso |

| Arbitro: | Castellani (Verona) |

|                      |           |              |
| Nicola 3’ Grieco 25’ | Marcatori | 60’ Aurellio |

| Arbitro: | Tombolini (Ancona) |

|                             |           |  |
| Dionigi 59’ C. Esposito 75’ | Marcatori |  |

| Arbitro: | Palmieri (Cosenza) |

|                                   |           |                 |
| Carparelli 85’, 90+4’ Stroppa 90’ | Marcatori | 76’ Lantignotti |

| Arbitro: | Bonfrisco (Monza) |

|                      |           |  |
| E. Baggio 22’ (rig.) | Marcatori |  |

| Arbitro: | Preschern (Mestre) |

|                                 |           |              |
| Fattori 16’ (aut.) Grieco 90+1’ | Marcatori | 25’ Venturin |

| Arbitro: | Morganti (Ascoli Piceno) |

|                                           |           |                                       |
| Aglietti 8’ Gemmi 41’ Bizzarri 82’ (rig.) | Marcatori | 34’ Boisfer 48’ Tangorra 90+2’ Atzeni |

| Arbitro: | Palmieri (Cosenza) |

|                         |           |                |
| Caccia 35’ Rastelli 62’ | Marcatori | 50’ Carparelli |

| Arbitro: | P. Rossi (Ciampino) |

|                                |           |                |
| Grieco 11’, 53’ Carparelli 23’ | Marcatori | 65’ De Gasperi |

| Crotone 23 dicembre 2000 17ª giornata | Crotone            | 0 – 0 | Genoa | Stadio Ezio Scida\| Arbitro: \| Palmieri (Cosenza) \| |
| Arbitro:                              | Palmieri (Cosenza) |       |       |                                                       |

| Genova 14 gennaio 2001 18ª giornata | Genoa               | 0 – 0 | Treviso | Stadio Luigi Ferraris\| Arbitro: \| Soffritti (Ferrara) \| |
| Arbitro:                            | Soffritti (Ferrara) |       |         |                                                            |

| Arbitro: | Dondarini (Finale Emilia) |

|                              |           |  |
| Suazo 15’, 44’ Cammarata 55’ | Marcatori |  |

#### Girone di ritorno
| Arbitro: | Bonfrisco (Monza) |

|  |           |               |
|  | Marcatori | 42’ De Cesare |

| Arbitro: | Rodomonti (Teramo) |

|                 |           |  |
| Campolonghi 12’ | Marcatori |  |

| Arbitro: | Pirrone (Messina) |

|                       |           |                    |
| Carparelli 78’ (rig.) | Marcatori | 15’, 74’ Di Natale |

| Arbitro: | Morganti (Ascoli Piceno) |

|             |           |             |
| Scapolo 27’ | Marcatori | 82’ Manetti |

| Arbitro: | Ayroldi (Molfetta) |

|  |           |               |
|  | Marcatori | 12’ Francioso |

| Arbitro: | Rodomonti (Teramo) |

|                           |           |                       |
| Francioso 33’, 60’ (rig.) | Marcatori | 16’ Grabbi 44’ Riccio |

| Arbitro: | Trefoloni (Siena) |

|             |           |               |
| Morrone 24’ | Marcatori | 85’ Mutarelli |

| Genova 18 marzo 2001 27ª giornata | Genoa                        | 0 – 0 | Pescara | Stadio Luigi Ferraris\| Arbitro: \| Zaltron (Bassano del Grappa) \| |
| Arbitro:                          | Zaltron (Bassano del Grappa) |       |         |                                                                     |

| Arbitro: | Bolognino (Milano) |

|             |           |  |
| Guidoni 58’ | Marcatori |  |

| Arbitro: | Bolognino (Milano) |

|                            |           |  |
| Mutarelli 5’ Stroppa 90+2’ | Marcatori |  |

| Arbitro: | Paparesta (Bari) |

|            |           |                                                  |
| Zanini 87’ | Marcatori | 4’, 6’, 49’ (rig.) Francioso 53’, 62’ Carparelli |

| Arbitro: | Soffritti (Ferrara) |

|                                    |           |               |
| S. Rossini 30’ Carparelli 37’, 56’ | Marcatori | 45+1’ Parlato |

| Arbitro: | Preschern (Mestre) |

|             |           |                |
| Schwoch 54’ | Marcatori | 68’ Carparelli |

| Genova 29 aprile 2001 33ª giornata | Genoa                | 0 – 0 | Pistoiese | Stadio Luigi Ferraris\| Arbitro: \| Gabriele (Frosinone) \| |
| Arbitro:                           | Gabriele (Frosinone) |       |           |                                                             |

| Arbitro: | P. Rossi (Ciampino) |

|                |           |           |
| Carparelli 54’ | Marcatori | 1’ Artico |

| Arbitro: | Bonfrisco (Monza) |

|                 |           |               |
| Ghirardello 29’ | Marcatori | 47’ Francioso |

| Arbitro: | Zaltron (Bassano del Grappa) |

|                              |           |  |
| Francioso 60’ Carparelli 65’ | Marcatori |  |

| Arbitro: | P. Rossi (Ciampino) |

|                         |           |                                |
| Minotti 50’ Omolade 86’ | Marcatori | 41’ Francioso 90+1’ Carparelli |

| Arbitro: | Castellani (Verona) |

|                             |           |  |
| Francioso 78’ Mutarelli 80’ | Marcatori |  |

### Coppa Italia
| Arbitro: | Fausti (Milano) |

|                                 |           |                                                |
| Francioso 15’ (rig.) Nicola 68’ | Marcatori | 10’ (rig.), 84’ (rig.) E. Baggio 90+2’ Corallo |

| Arbitro: | Pirrone (Messina) |

|                         |           |  |
| Aurellio 21’ Pisano 55’ | Marcatori |  |

| Arbitro: | P. Rossi (Ciampino) |

|                               |           |                           |
| Mastrolilli 28’ Del Prato 42’ | Marcatori | 43’ Carparelli 51’ Grieco |